# جون آرثر إيفز
جون آرثر إيفز (بالإنجليزية: John Arthur Eaves)‏ هو محامي أمريكي، ولد في 6 سبتمبر 1966 في جاكسون في الولايات المتحدة.